# 松本ステファニー
松本 ステファニー（まつもと ステファニー、1984年1月5日 - ）は、日本のモデルである。本名：佐藤 ステファニー。
東京都出身。血液型はA型。堀越高等学校卒業。
2008年1月5日、Jリーグ・京都サンガF.C.所属の佐藤勇人（現ジェフユナイテッド市原・千葉クラブユナイテッドオフィサー）と入籍し、千葉県に在住。
2008年4月より「MAQUIA」で専属モデルマキアビューティズの一人として活動。

## 主な活動

### 雑誌
- MAQUIA（集英社）- マキアビューティズ